# كهف أبيديما
كهف أبيديما (باليونانية: Σπήλαιο Απήδημα) عبارة عن مجمع من أربعة كهوف صغيرة تقع على الشاطئ الغربي لشبه جزيرة ماني في جنوب اليونان. أسفر التحقيق المنهجي في الكهف عن مستحثات إنسان نياندرتال والإنسان العاقل من العصر الحجري القديم.

## وصلات خارجية
- Apidima Cave in Mani نسخة محفوظة 10 فبراير 2021 على موقع واي باك مشين.
- Max Planck Institute for Evolutionary Anthropology
- Human Timeline (Interactive) – مؤسسة سميثسونيان، المتحف الوطني للتاريخ الطبيعي (August 2016).